# Burg Schwartzenburg
Burg Schwartzenburg war eine Wasserburg im zu Stolberg (Rhld.) in der Städteregion Aachen gehörenden Ort Dorff.

## Geschichte
Burg Schwartzenburg wurde um das Jahr 1400 von Reinhard Soldener von Schwartenbergh errichtet. Er war ein Lehnsmann der Reichsabtei Kornelimünster und wurde in einem Dokument des Klosters vom 28. Oktober 1404 aufgeführt. Die Gebäude stellten den Kern der damals nur aus wenigen Häusern bestehenden Ortschaft Dorff dar. Dokumente aus dem Jahre 1442 weisen auf Karsilis von Schwartzenberg als Inhaber des Ritterlehens.
Zu einem Namenswechsel der Burginhaber auf Burg Schwartzenburg kam es durch die Heirat von Margareta von Schwartzenberg mit Franz Voss († 1544), der Amtmann des Landes Kriekenbeck war. Margaretes Urenkelin Maria Voss von Schwartzenberg heiratete Adrian von der Bylandt zu Holtheide.
Im Jahre 1688 wurde die Schwartzenburg im Zuge des sog. Pfälzischen Erbfolgekrieg mehrere Tage von französischen Söldnertruppen belagert. Noch kurz vor der Belagerung konnte Adrian von der Bylandt seine Familie und die Frauen und Kinder seiner Knechte in die stark befestigte Abtei Kornelimünster in Sicherheit bringen. Er selber kehrte zurück um seine Burg zusammen mit seinen Knechten gegen die Angreifer zu verteidigen. Nachdem die Franzosen verlangten ihnen den gesamten Besitz, einschließlich Vieh und Hafer zu übergeben und Adrian von der Bylandt dies verweigerte ging die Belagerung los. Bauern aus Dorff und Büsbach, die zuvor in die Burganlage geflüchtet waren halfen bei der Verteidigung.
Einen Hoffnungsschimmer brachte eine Verstärkung von fünfzig Mann der Gressenicher Hunschaft, die vom Landeshauptmann, Herr von Palandt, aus der Abtei Kornelimünster geschickt wurden und denen es Nachts gelang durch einen Hintereingang in die Burg zu gelangen. Jedoch eroberten die Angreifer schließlich die Burg und Adrian von der Bylandt zu Holtheide sowie zahlreiche Verteidiger verloren bei den Kämpfen ihr Leben. Die Burg wird bis auf die Grundmauern niedergebrannt.
Die zerstörten Gebäudeteile wurden lange Zeit von den Bewohnern Dorffs und der näheren Umgebung als Steinbruch genutzt. Erst im 18. Jahrhundert gelangte die Burgruine durch die Heirat von Isabella Freiin von Bylandt mit Johann Wilhelm Freiherr von Hompesch-Bellheim († 1762) an einen neuen Besitzer. Die Familie verkaufte sie gegen Ende des 18. Jahrhunderts an einen nicht näher bekannten Lieven, der sie bald erneut verkaufte. Die neuen Eigentümer wurden zu gleichen Teilen Theodor Gatz und Frau Wwe. Hubert Gatz zu Dorff. Über mehrere Generationen gelangte sie so durch Heirat bzw. in direkter Linie an die heutigen Besitzer, die Familien Gatz, von Agris und von Hoegen.
Um die Burg ranken sich einige Geschichten, die in Dorffer Mundart überliefert sind. Sie ist im Volksmund unter dem Namen Schwazermesch bekannt.

## Architektur
Die ursprüngliche Hauptburg war eine große Bruchsteinanlage. Sie besaß vier halbrunde Ecktürme mit vorgekragten Zinnenkranzen und war von einem Wassergraben umgeben. Zum weitern Gelände gehörte eine Vorburg. Die Hauptburg ging über zwei Geschosse mit kleinen Rechteckfenstern.
Heute existiert von der Burg nur noch das Eingangstor, das einen Eindruck von der Bauweise der gesamten Anlage vermittelt.